# Perakianus mullistriatus
Perakianus mullistriatus is een keversoort uit de familie zwamspartelkevers (Melandryidae). De wetenschappelijke naam van de soort werd in 1933 gepubliceerd door Maurice Pic.